# Blažené patření

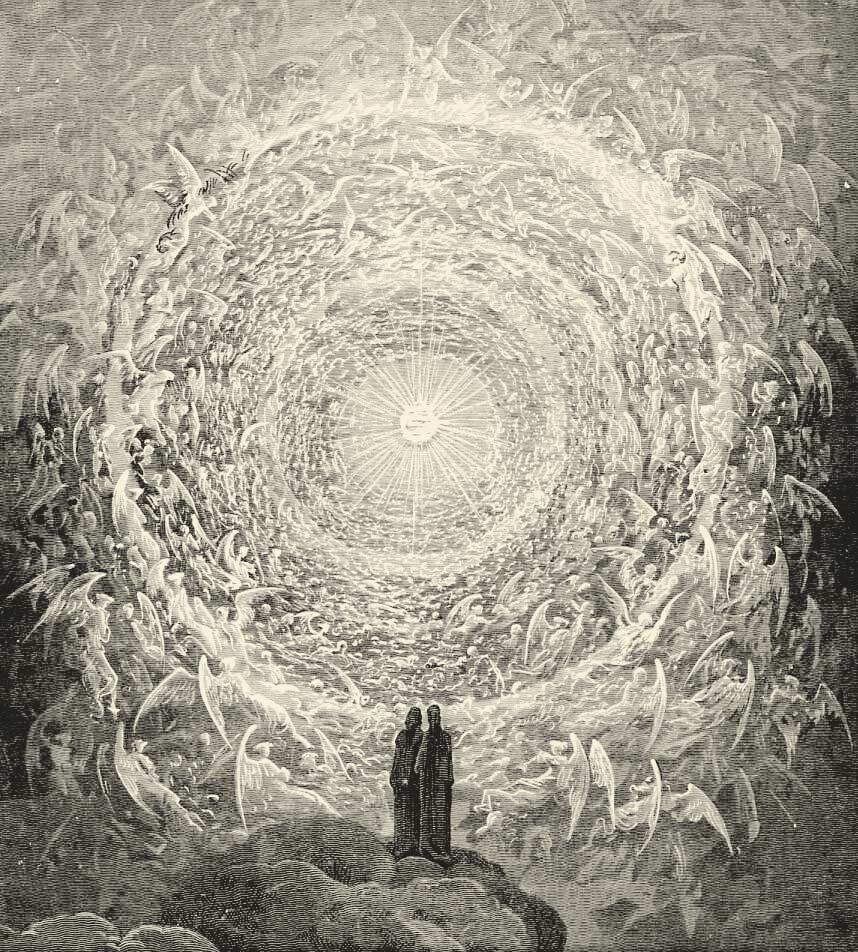
Gustave Doré: Blažené patření (z Dantovy knihy Božská komedie)

Blažené patření (latinsky visio beatifica) je v křesťanské teologii stav bezprostředního vidění (vnímání) Boha, který je v nebi dopřán andělům, svatým a těm, kteří zemřeli bez smrtelného hříchu. Jeho důsledkem je taková láska k Bohu, která ze své podstaty vylučuje možnost hřešit.